# Hochkarspitze (Karwendel)
Die Hochkarspitze ist ein 2482 m ü. A. hoher Berg im Karwendel an der Grenze zwischen Bayern und Tirol. Sie ist Teil der Nördlichen Karwendelkette, die am Gipfel des Wörner von Süden kommend nach Osten umschwenkt. Die Hochkarspitze liegt östlich des Wörnergipfels und ist der höchste Punkt des gemeinsam mit dem Wörner gebildeten Bergmassivs.
Die Hochkarspitze ist als schwierige Bergtour in zum Teil weglosem Gelände von Süden her erreichbar (Trittsicherheit und Schwindelfreiheit erforderlich).